# Mesoleius coriaceus
Mesoleius coriaceus là một loài tò vò trong họ Ichneumonidae.